# H42 Records
H42 Records ist ein unabhängiges Musiklabel aus Hamburg. Der musikalische Schwerpunkt liegt auf den Genres Hard Rock und Stoner Rock.

## Geschichte
Das Label wurde 2012 von Jürgen Berndt gegründet, der es alleine betreibt. Berndt kommt ursprünglich aus dem schwäbischen Laupheim und hatte dort im Rahmen einer Tätigkeit für den Jugendkulturverein Erfahrungen im Organisieren von Konzertveranstaltungen gesammelt, unter anderem beim seit 1978 jährlich stattfindenden Summernight-Festival. Schwerpunkt des Labels sind Veröffentlichungen auf Vinyl. Die Vinyl-Tonträger haben in der Regel eine Auflage von 250 bis 500 Stück, es werden aber auch Kompaktkassetten und CDs produziert sowie Musik digital vertrieben. 2013 erschien der erste Tonträger des Labels, auf dem unter anderem die US-amerikanische Psychedelic-Rock-Band The Flying Eyes vertreten war. 2015 veröffentlichte das Label ein erstes Kompilationsalbum mit Titel von Interpreten, die bis dato auf dem Label veröffentlicht hatten, so unter anderem Coogans Bluff, Mangoo und The Flying Eyes.

## Diskografie (Auszug)
- 2013: The Flying Eyes / Golden Animals – Split-Single
- 2014: Coogans Bluff – Ein Herz voller Soul (Single)
- 2015: Deep Aeon – Temple of Time (Album)
- 2015: Mangoo / Enos – Split-Single
- 2015: Home of the Deer (Vol. 1) (Kompilationsalbum)
- 2016: Raging Speedhorn / Monster Magnet – DesertFest Vol. 2 (Split-Single)
- 2016: Spiritual Beggars – Thumbsucker (Single)
- 2017: Greenleaf / Steak – DesertFest Vol. 3 (Split-Single)
- 2017: Karma to Burn / Sons of Alpha Centauri – The Definite 7" Trilogy (Split-Album)
- 2018: Kamchatka – Stone Cold Shaky Bones (Single)
- 2018: Amoriello – Amoriello (Album)
- 2018: Sons of Alpha Centauri – Continuum (Album)
- 2019: Molior Superum – As Time Slowly Passes By (Album)
- 2019: Mondo Generator / Orquesta del Desierto –  DesertFest Vol. 5 (Split-Single)